# Monument comemorativ de război (Cureșnița)
Monumentul comemorativ de război este un monument amplasat în Cureșnița, raionul Soroca, Republica Moldova. Este un monument istoric de importanță națională inclus în Registrul monumentelor Republicii Moldova ocrotite de stat cu nr. 2686 (raionul Soroca).